# Patrick O'Flanagan
Patrick O'Flanagan (Dublin, 1947) é um geógrafo e académico irlandês.

## Trajetória
Patrick O'Flanagan é professor catedrático emérito do Departmento de Gografia da University College Cork, Irlanda, onde também foi director de departamento até se reformar em 2009. Atualmente colabora com regularidade com o Centro de Investigação Sócio-Territorial da Universidade de Santiago de Compostela (Galiza).
A sua investigação foca-se principalmente na Europa atlântica, com um particular interesse na Galiza e na Ibéria atlântica, desde a perspetiva da geografia cultural e histórica. O'Flanagan ajudou, de facto, a definir o conceito de Europa atlântica. Outras investigações suas tratam com a evolução comparada de cidades-porto na Europa, processos de mudança no mundo rural, sistemas de assentamentos e habitabilidade.